# کامیلچه (واشینگتن)
کامیلچه (به انگلیسی: Kamilche) شهری در شهرستان ماسون ایالت واشنگتن است که در سرشماری سال ۲۰۱۰ میلادی، ۲۶۰۰ نفر جمعیت داشته است.